# Rodoplast

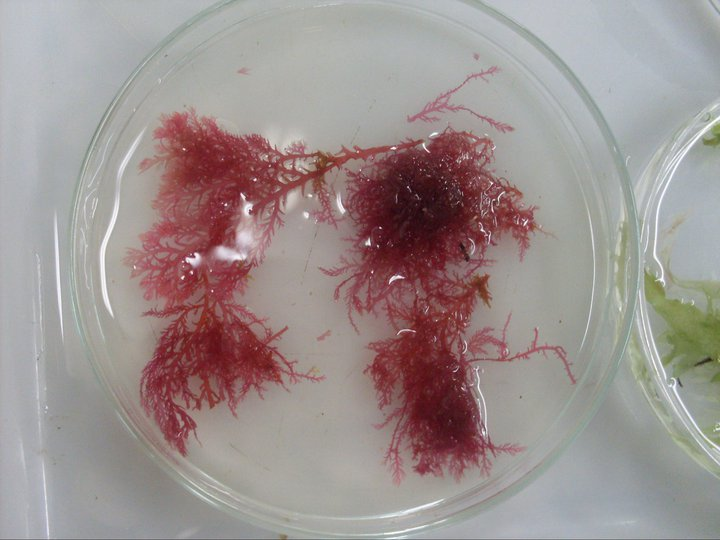
Alga roja del gènere Ptilothamnion el color vermell es deu al pigment dels seus rodoplasts

 Un rodoplat és un plastidi típic de les algues vermelles. Els rodoplasts contenen el pigment vermell anomenat ficoeritrina que és un pigment auxiliar en la fotosíntesi que, dins l'aigua, actua a fondàries de fins a 268 m on la llum disponible pot ser només del 0,0005% de la llum a ple Sol. Tècnicament són cloroplasts, però no contenen clorofil·la a, de manera que els rodoplasts són de color vermell a porpra, segons la fondària la qual influencia la composició dels pigments ficocianina i ficoeritrina.
La morfologia dels rodoplasts varia de la forma estelada a la de forma de copa i l'ovoide. Els rodoplasts contenen i no un pirenoide. Estan envoltats per una membrana doble. Els Rhodophyta no contenen clorofil·la b i tampoc clorofil·la c.
El cargol marí Aplysia californica obté la seva tinta porpra de defensa exclusivament del pigment r-ficoeritrina que es troba en les algues vermelles de la seva dieta.